# ماریا گورالچیک
ماریا گورالچیک (لهستانی: Maria Góralczyk؛ زادهٔ ۲۶ مه ۱۹۸۱) بازیگر اهل لهستان است.
از فیلم‌ها یا مجموعه‌های تلویزیونی که وی در آن‌ها نقش داشته‌است، می‌توان به اولا بی‌ریخته، هتل ۵۲، پدر متیو، عشق اول، در خوشی و سختی، ماگدا ام.، پرستار کودک و کارآگاهان جنایی اشاره نمود.